# Laphria aktis
Laphria aktis là một loài ruồi trong họ Asilidae. Laphria aktis được McAtee miêu tả năm 1919. Loài này phân bố ở vùng Tân Bắc giới.